# Alfred Hayes
Pour les articles homonymes, voir Hayes.
Alfred Hayes est un scénariste, poète et écrivain américain né le 18 avril 1911 dans le quartier de Whitechapel à Londres (Angleterre) et mort le 14 août 1985 dans le quartier de Sherman Oaks à Los Angeles (Californie).

## Biographie
Né à Londres, Alfred Hayes arrive aux États-Unis avec ses parents à l'âge de trois ans.
Il fait ses études à New York au City College (depuis intégré dans l'Université de la Ville de New York). Il devient ensuite journaliste pour le New York Journal-American et le New York Daily Mirror (en), en même temps il commence à publier ses poésies, dont Joe Hill, dont la version chantée a été rendue célèbre par Joan Baez,,.
Au cours de la Seconde Guerre mondiale, il est affecté dans les Special Services (en),. En 1945 à Rome, il rencontre Roberto Rossellini pour qui il travaillera au scénario de Païsa. C'est aussi à la même époque qu'il commence à écrire son premier roman, All Thy Conquests.

## Littérature

### Poésie
- 1944 : The Big Time
- 1950 : Welcome to the Castle
- 1968 : Just Before the Divorce

### Romans
- 1946 : All Thy Conquests
- 1947 : Shadow of Heaven
- 1949 : The Girl on the Via Flaminia
- 1953 : In Love Publié en français sous le titre In Love, Paris, Stock, 2011
- 1958 : My Face for the World to See Publié en français sous le titre Une jolie fille comme ça, Paris, Gallimard, 2015
- 1968 : The End of Me Publié en français sous le titre C'en est fini de moi, Paris, Gallimard, 2017
- 1973 : The Stockbroker, the Bitter Young Man, and the Beautiful Girl

### Nouvelles
- 1960 : The Temptations of Don Volpi

## Filmographie

### Cinéma
- 1946 : Païsa de Roberto Rossellini
- 1951 : Teresa de Fred Zinnemann
- 1952 : Les Indomptables de Nicholas Ray et Robert Parrish
- 1952 : Le démon s'éveille la nuit de Fritz Lang
- 1954 : Désirs humains de Fritz Lang
- 1955 : La Main gauche du Seigneur de Edward Dmytryk
- 1957 : Une poignée de neige de Fred Zinnemann
- 1957 : Une île au soleil de Robert Rossen
- 1958 : Le Barbare et la Geisha de John Huston
- 1959 : Duel dans la boue de Richard Fleischer
- 1960 : Commando de destruction de Daniel Mann
- 1965 : Joy in the Morning (en) de Alex Segal
- 1967 : La Griffe de Franklin Schaffner
- 1974 : Lost in the Stars de Daniel Mann
- 1976 : L'Oiseau bleu de George Cukor

### Télévision
- 1961 : ITV Play of the Week
- 1962 : Suspicion
- 1965 : Convoy
- 1966 : Thirty-Minute Theatre
- 1968 : The Smugglers
- 1972 : Mannix
- 1973 : The Gondola
- 1977 : L'âge de cristal
- 1979 : Time Express
- 1981 : L'homme à l'orchidée

### Nominations
- Oscars du cinéma 1952 : Nomination pour l'Oscar du meilleur scénario original (Teresa)
- Oscars du cinéma 1950 : Nomination pour l'Oscar du meilleur scénario original (Païsa)